# Топольское (Харьковская область)
Топольское (укр. Топольське), село, 
Малокамышевахский сельский совет,
Изюмский район,
Харьковская область.
Код КОАТУУ — 6322887008. Население по переписи 2001 года составляет 211 (88/123 м/ж) человек.

## Географическое положение
Село Топольское находится на расстоянии в 1 км от реки Северский Донец (правый берег), на расстоянии в 1 км расположены сёла Шпаковка и Донецкое.
Через село проходит автомобильная дорога Т-2109,
рядом с селом проходит автомобильная дорога Т-2122.

## Экономика
- Молочно-товарная ферма.
- Сельхозпредприятие им. Шевченко. Разведение овец.

## Достопримечательности
- Памятник воинам-односельчанам. 1941-1945 гг.